# Sistema lacustre Las Tunas
El sistema lacustre Las Tunas está ubicado en el Partido de Trenque Lauquen, Provincia de Buenos Aires, Argentina. 
Está formado por 5 lagunas y los canales que las comunican. 
- La laguna Hinojo Chico es la de menor superficie: 1000 ha; tiene una profundidad media de 4 m.
- La laguna Hinojo Grande tiene 9.000 ha y una profundidad media de 6 m, y es conocida por la pesca deportiva de pejerrey.
- La laguna Las Tunas Grandes es la de mayor superficie del sistema, con 25.000 has y una profundidad media de 10 m, y es conocida por la pesca comercial de pejerrey; es la única del sistema en la que se permite esa actividad.
- La laguna Las Tunas del Medio tiene una superficie de 4.000 has y una profundidad media de 4 m.
- La laguna Las Tunas Chicas tiene una superficie de 5.000 has y una profundidad media de 5 m.[1]

Durante las inundaciones del año 2002, las lagunas Hinojo Grande, Las Tunas Grandes, Las Tunas del Medio y Las Tunas Chicas se unieron, formando un solo cuerpo de agua.